# Bactrocera unifasciata
Bactrocera unifasciata är en tvåvingeart som först beskrevs av Malloch 1939.  Bactrocera unifasciata ingår i släktet Bactrocera och familjen borrflugor. Inga underarter finns listade.